# Mariä-Entschlafens-Kirche (Asuny)
Die Dorfkirche in Asuny (deutsch Assaunen), nach 1945 zwangsenteignet und umgeweiht als Mariä-Entschlafens-Kirche,  wurde vom Deutschen Orden im zu Ende gehenden 14. Jahrhundert erbaut. Bis 1945 war sie gottesdienstliches Zentrum des evangelischen Kirchspiels Assaunen in Ostpreußen, danach ist sie seit 1958 – nach einer Übergangszeit in römisch-katholischer Nutzung – ein ukrainisches griechisch-katholisches Gotteshaus in der polnischen Woiwodschaft Ermland-Masuren.

## Geographische Lage
Das Kirchdorf liegt in der historischen Region Ostpreußen,  unweit der heutigen polnisch-russischen Staatsgrenze an einer Nebenstraße, die bei Aptynty (Aftinten) von der Woiwodschaftsstraße 591 (einstige deutsche Reichsstraße 141) in östlicher Richtung abzweigt. Eine Bahnanbindung besteht nicht.
Der Standort der Kirche befindet sich im südlichen Dorf zwischen dem Flüsschen Omet und der Ausfallstraße nach Święty Kamień (Heiligenstein).

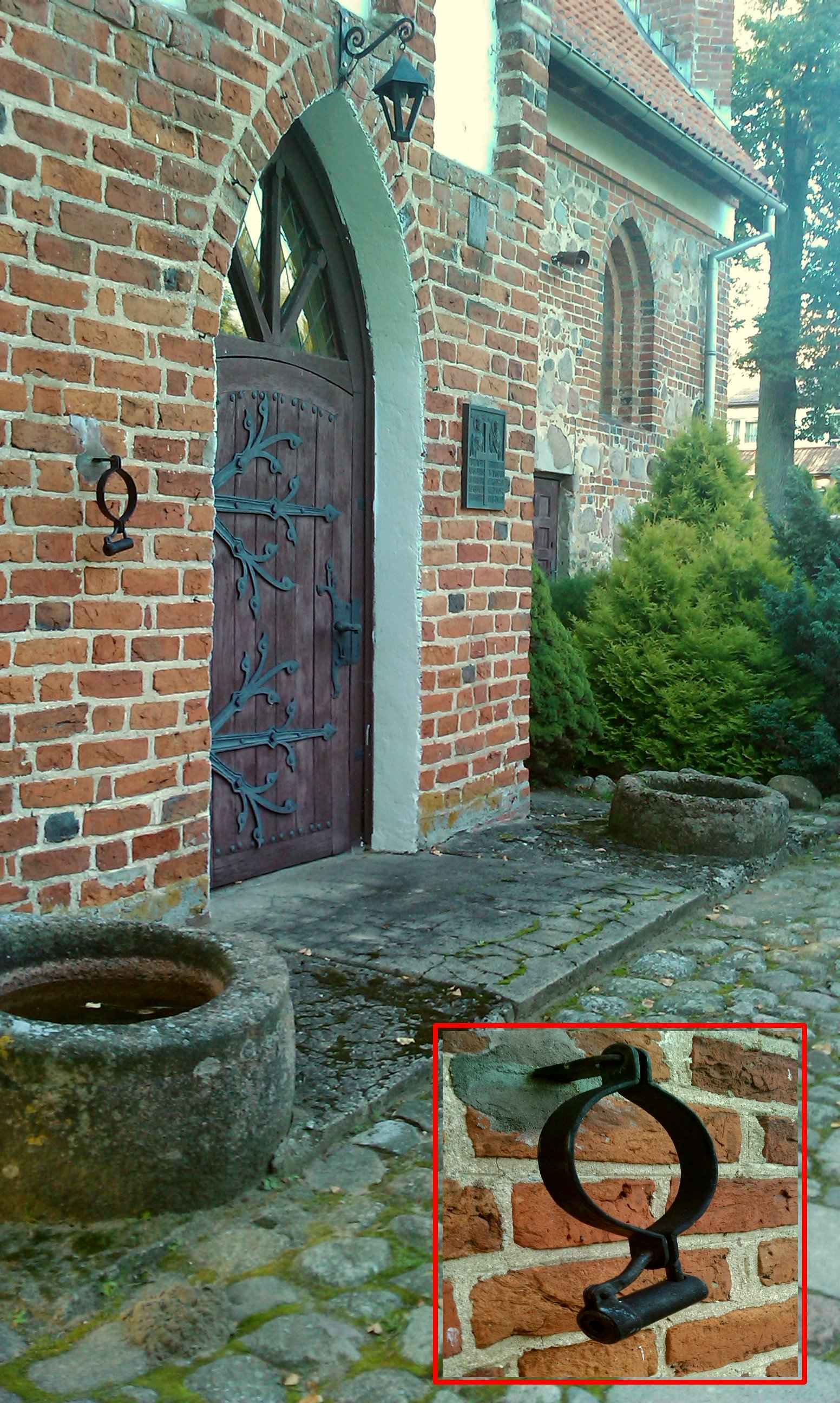
Haupteingangsportal der Kirche

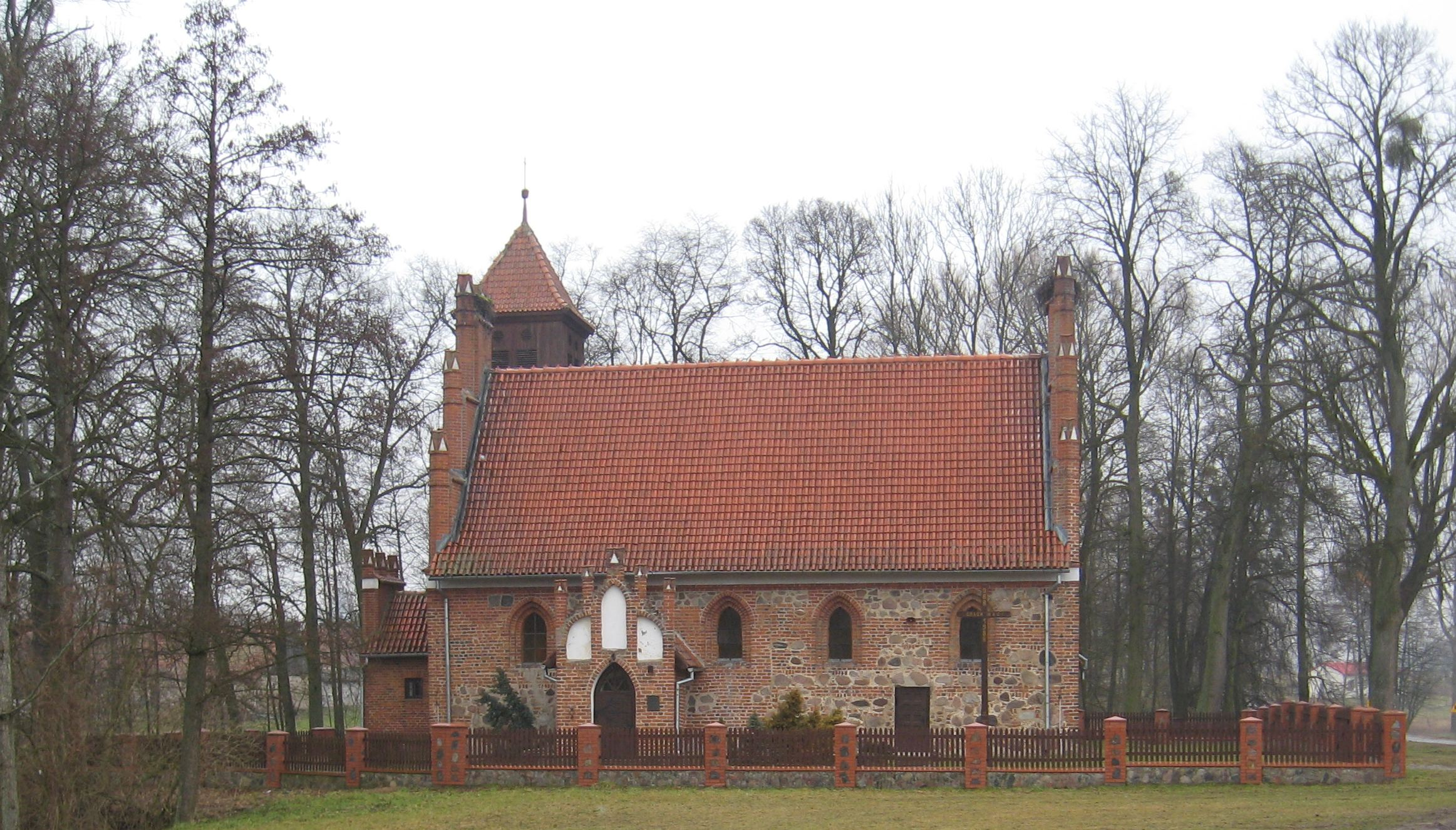
Kirche (mit Vorhalle) von Süden

## Kirchengebäude
Die erstmals 1406 in Assaunen urkundlich erwähnte Ordenskirche wurde wahrscheinlich unter dem Hochmeister Konrad von Jungingen errichtet.  Es handelte sich um ein Bauwerk aus Feldsteinen und Ziegeln vom Ende des 14. Jahrhunderts. Ein Chor war nicht vorhanden, auch kein Turm oder Strebepfeiler, dafür jedoch ein abseits stehender Glockenstuhl. Gegen Ende des 15. Jahrhunderts wurde die Kirche nach Westen hin erweitert und erhielt zur gleichen Zeit eine südliche Vorhalle mit dreiteiligem Staffelgiebel sowie das 16-teilige Sterngewölbe in der Sakristei auf der Nordseite. Die Umfassungsmauern bestehen aus Mischmauerwerk. Der obere Bereich sowie die Kanten des Langhauses, die Giebel und die Sakristei bestehen aus Backstein im gotischen Verband. Markant sind die hochsitzenden, relativ kleinen Spitzbogenfenster in der Südwand und der Ostwand. An der Nordseite zeigt eine vertikale Baufuge die Grenze zwischen den zwei Bauabschnitten. Die Sakristei im nordöstlichen Bereich weist eine umlaufende Blendengliederung auf. Die die später im Süden angefügte Vorhalle besitzt ein einfaches spitzbogiges Portal und ein erhaltenes Halseisen. Der Ostgiebel ist nur in der unteren Zone noch original. Er war ursprünglich als fünfachsiger Staffelgiebel mit Spitzbogenblenden ausgelegt.
Im 19. Jahrhundert erhielt die Kirche einen freistehenden Glockenturm in Stein-Holz-Bauweise. Nach Plänen des Architekten Fritz Heitmann wurde die kleine Kirche im Jahre 1905 umgebaut.
Im Ersten Weltkrieg wurde die Kirche beim Angriff russischer Truppen auf Ostpreußen 1914 durch Brand zerstört. Sogleich wurden Neubaupläne gefasst, die den noch aus dem 14. Jahrhundert stammenden Ostteil mit einschlossen und schnellstmöglich realisiert wurden.
Den Kircheninnenraum überspannte eine flache Holzdecke. Der Altaraufsatz auf einem Holztisch zeigte im Mittelbild die Kreuzabnahme – das Werk eines Meisters aus den Niederlanden. Von der alten Ausstattung waren nur Gegenstände vom Anfang des 17. Jahrhunderts erhalten geblieben.
Im Jahre 1945 wurde die Kirche als evangelisches Gotteshaus aufgegeben. Die Römisch-katholische Kirche übernahm sie als Filialkirche der Pfarrei Drengfurth (polnisch Srokowo). 1958 wurde sie der Ukrainischen griechisch-katholischen Kirche übergeben, die sie seit 1978 als Pfarrkirche nutzt. Die Innenausstattung wurde entsprechend den anderen liturgischen Bräuchen verändert, u. a. bekam die Kirche eine Ikonostase sowie Gemälde. Mit ihrer Weihe erhielt das Gotteshaus den in orthodoxen Kirchen nicht unüblichen Namen „Mariä-Entschlafens-Kirche“.

## Kirchengemeinde
Die Gründung der Kirche in Assaunen erfolgte in vorreformatorischer Zeit. Damals war sie dem Archidiakonat Schippenbeil (heute polnisch Sępopol) unterstellt. Mit der Reformation erfolgte die Übernahme durch die evangelische Kirche.

### Evangelisch

#### Kirchengeschichte
Lutherische Geistliche sind für die Kirche Assaunen ab 1571 namentlich bekannt. Sie gehörte damals zur Inspektion Wehlau (heute russisch Snamensk). Bis 1945 war sie dann in den Kirchenkreis Gerdauen (russisch Schelesnodoroschny) innerhalb der Kirchenprovinz Ostpreußen der Kirche der Altpreußischen Union eingegliedert.
Im Jahre 1925 zählte die Kirchengemeinde Assaunen 2450 Gemeindeglieder, die in einem weitflächigen Kirchspiel wohnten,  dessen Gebiet heute durch die polnisch-russische Staatsgrenze geteilt wird. Das Kirchenpatronat oblag den Gutsbesitzern der Kirchspielorte Heiligenstein (zu 2/3) und Henriettenfeld (zu 1/3), seit 1791 die Familie von Klinckowström. Der Kirchengemeinde Assaunen war ein Betsaal in Popowken (heute russisch Kotschkino) beigegeben.
Flucht und Vertreibung der einheimischen Bevölkerung in den Jahren 1944 bis 1950 setztem der evangelischen Kirchengemeinde in dem dann „Asuny“ genannten Ort ein Ende. Hier heute lebende evangelische Kirchenglieder gehören zur Pfarrei in Kętrzyn (Rastenburg) mit ihren Filialgemeinden in Barciany (Barten) sowie in Brzeźnica (Birkenfeld) in der Diözese Masuren der Evangelisch-Augsburgischen Kirche in Polen.

#### Kirchspielorte
Zur Kirche Assaunen gehörte vor 1945 ein weitflächiges Kirchspiel mit über zwanzig Dörfern, Ortschaften bzw. Wohnplätzen:
| Deutscher Name                      | Heutiger Name/Staat |  | Deutscher Name                   | Heutiger Name/Staat |
| ----------------------------------- | ------------------- |  | -------------------------------- | ------------------- |
| Agonken 1938–1946: Altsiedel        | Kotschubejewo/RUS   |  | Linde                            | Michailowka/RUS     |
| * Assaunen                          | Asuny/PL            |  | * Löcknick                       | Łęknica/PL          |
| Bawien, Forsthaus 1938–1946: Bauden | Nikitino/RUS        |  | Louisenwerth                     | –/RUS               |
| Charlottenburg                      | Smolnoje/RUS        |  | Mintwiese                        | Mintowo/PL          |
| Damerau                             | Degtjarjowo/RUS     |  | Plienkeim                        | Plinkajmy/PL        |
| Ernsthof                            | Zalesie/PL          |  | * Popowken 1938–1946: Neusobrost | Kotschkino/RUS      |
| Heiligenstein                       | Święty Kamień       |  | Pröck                            | –/RUS               |
| Henriettenfeld                      | Sławosze/PL         |  | Rehfließ                         | –/RUS               |
| Kalken                              | –/PL                |  | * Schiffus                       | Siwoszewo/PL        |
| Karlsfelde                          | Popielisko/PL       |  | Sobrost bis 1928: Groß Sobrost   | Saretschenskoje/RUS |
| * Klein Sobrost                     | Obilnoje/RUS        |  | Waldeck                          | –/PL                |
| Klinthenen, Forst                   | Leskowo/RUS         |  | Wandlacken                       | Swerewo/RUS         |
| * Klonofken 1938–1946: Dreimühl     | Panfilowo/RUS       |  | Wickerau                         | Tscherkassowka/RUS  |

#### Pfarrer
An der Kirche Assaunen amtierten als evangelische Geistliche die Pfarrer:
- Elias Seiffert, 1571–1577
- Michael Bernhardi, bis 1622
- Reinhold Roberti, 1635–1636
- Theodor Fehrkopf, 1672–1676
- Friedrich Schubert, 1656–1672
- Michael Montanus, 1676–1710
- Christoph Gregorovius, 1710–1711
- Friedrich Danovius, 1711–1731
- Joh. Gottfr. Tilgner, 1731–1749
- Christian Fr. Stoglovius, 1749–1760
- Samuel Heling, 1760–1785
- David Friese, 1785–1806
- Johann Gottlieb Born, 1806–1808
- Johann Friedrich Berck, 1808–1810
- Karl Friedrich Meißner, 1810–1824
- Johann Ferdinand Hoewig. 1829–1851
- Heinrich Albert Fümfstück, 1851–1881
- Friedrich Franz Waubke, 1881–1884
- Sev. Emil Gottl. Gemmel, 1884–1897
- Friedrich Müller, 1898–1904
- Hans Grämer, 1904–1909
- Johannes Gemmel, 1909–1923
- Alfred Reinhard, 1924–1927
- Franz Hecht, 1927–1933
- Emil Stascheit, 1936–1945

#### Kirchenbücher
Von den Kirchenbuchunterlagen des Kirchspiels Assaunen haben sich erhalten und werden bei der Deutschen Zentralstelle für Genealogie in Leipzig aufbewahrt:
- Taufen     : 1662 bis 1700 und 1703 bis 1874
- Trauungen  : 1658 bis 1782, 1782 bis 1803 und 1823 bis 1874
- Begräbnisse: 1658 bis 1710 und 1733 bis 1874.

### Römisch-katholisch
Bis 1945 lebten nur wenige Katholiken in der Region Assaunen. Sie waren der Pfarrei Insterburg (russisch Tschernjachowsk) im Dekanat Tilsit (russisch Sowetsk) im damaligen Bistum Ermland zugehörig. Nach 1945 siedelten sich in Asuny viele polnische Neubürger an, die das bisher evangelische Gotteshaus als ihre Kirche nutzten und von Drengfurth (polnisch Srokowo) aus pfarramtlich versorgt wurden. Unter den Neusiedlern in Asuny waren aber auch sehr viele Bürger aus der Ukraine, deren Zahl die der Polen sogar übertraf. Folgerichtig übergab man 1958 das Gotteshaus an die Ukrainische griechisch-katholische Kirche. Die Glieder der römisch-katholischen Kirche orientieren sich seitdem zur Pfarrei in Mołtajny (Molthainen, 1938 bis 1945 Molteinen) im Dekanat Kętrzyn II (Rastenburg Nordost) im jetzigen Erzbistum Ermland.

### Ukrainisch-griechisch-katholisch
Die große Zahl ukrainischer Siedler ermöglichte ab 1958 die Nutzung der Kirche in Asuny als eigenes Gotteshaus der dem byzantinisch-ukrainischen Ritus verpflichteten Griechisch-katholischen Kirche. Im Jahre 1978 erfolgte die Einstufung Asunys als Pfarrei mit zugehöriger Pfarrkirche. Sie ist in das Dekanat Węgorzewski (Angerburg) der Erzeparchie Przemyśl-Warschau eingebunden.